# Joseph Daniel Ohlmüller

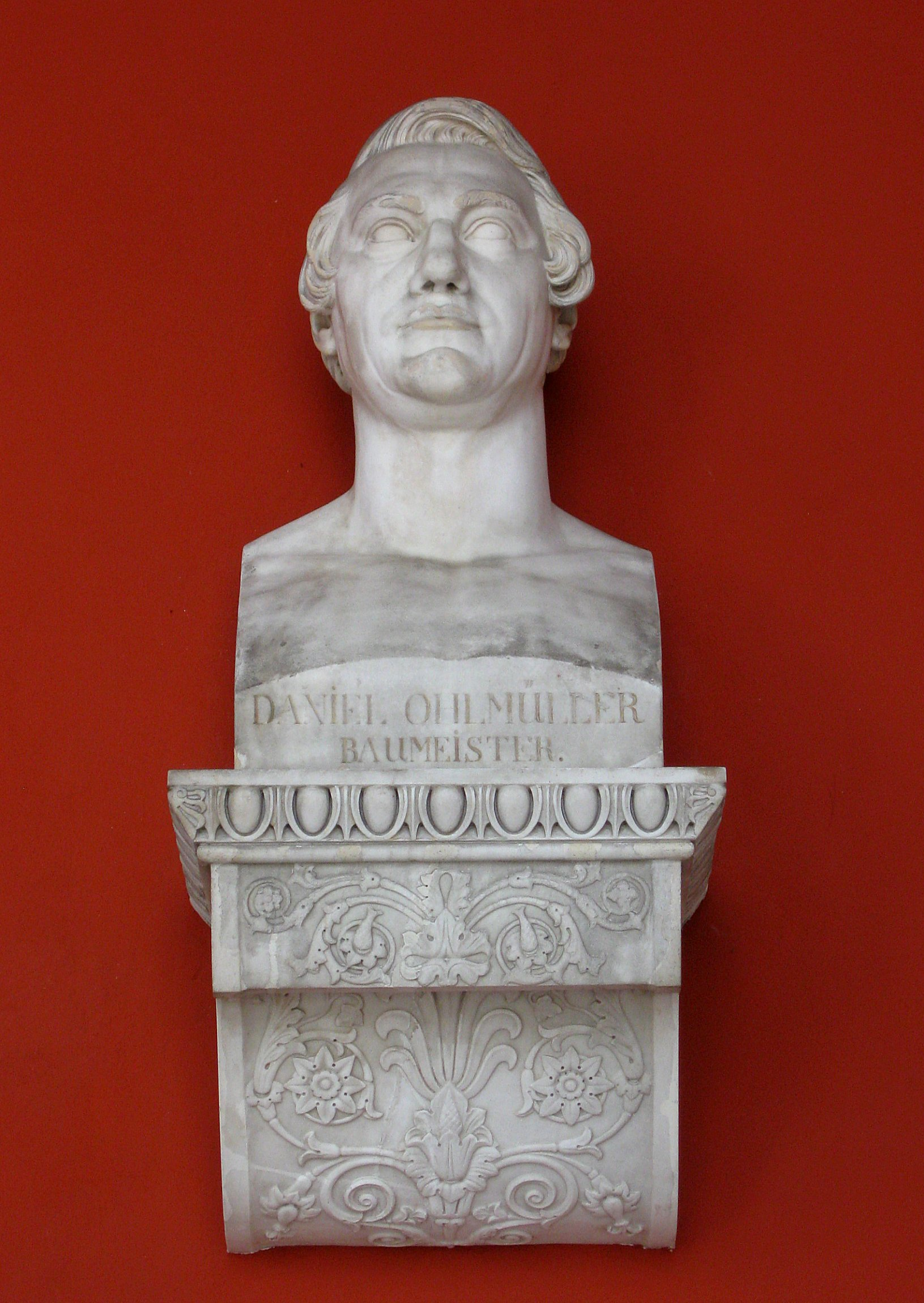
Joseph Daniel Ohlmüller (Marmorbüste in der Ruhmeshalle München) gefertigt von Johannes Leeb, 1848

Joseph Daniel Ohlmüller (* 10. Januar 1791 in Bamberg; † 22. April 1839 in München) war ein deutscher Architekt und bayerischer Baubeamter.
Ohlmüller stammte aus einer seit dem 17. Jahrhundert nachweisbaren Bamberger Bäckersfamilie und studierte an der Münchner Kunstakademie bei Karl von Fischer. Ein Reisestipendium ermöglichte ihm eine längere Studienreise nach Italien. Ab 1819 arbeitete er zunächst als Bauaufseher beim Bau der Glyptothek in München unter Leo von Klenzes Leitung. 1821 wurde er zum Hofbaukondukteur befördert, 1832 zum (ersten) Zivilbauinspektor, 1835 zum Regierungsbaurat. Als Kreisbaurat leitete er die königliche Bauverwaltung für den Isarkreis. 1838 wurde er zum Ehrenmitglied des Royal Institute of British Architects ernannt.
Als sein bedeutendster Bau gilt die 1831/1839 errichtete Mariahilfkirche in München, die den Beginn der neogotischen Architektur in Deutschland markiert.
Daniel Ohlmüller starb 1839 im Alter von 48 Jahren in München.

## Grabstätte

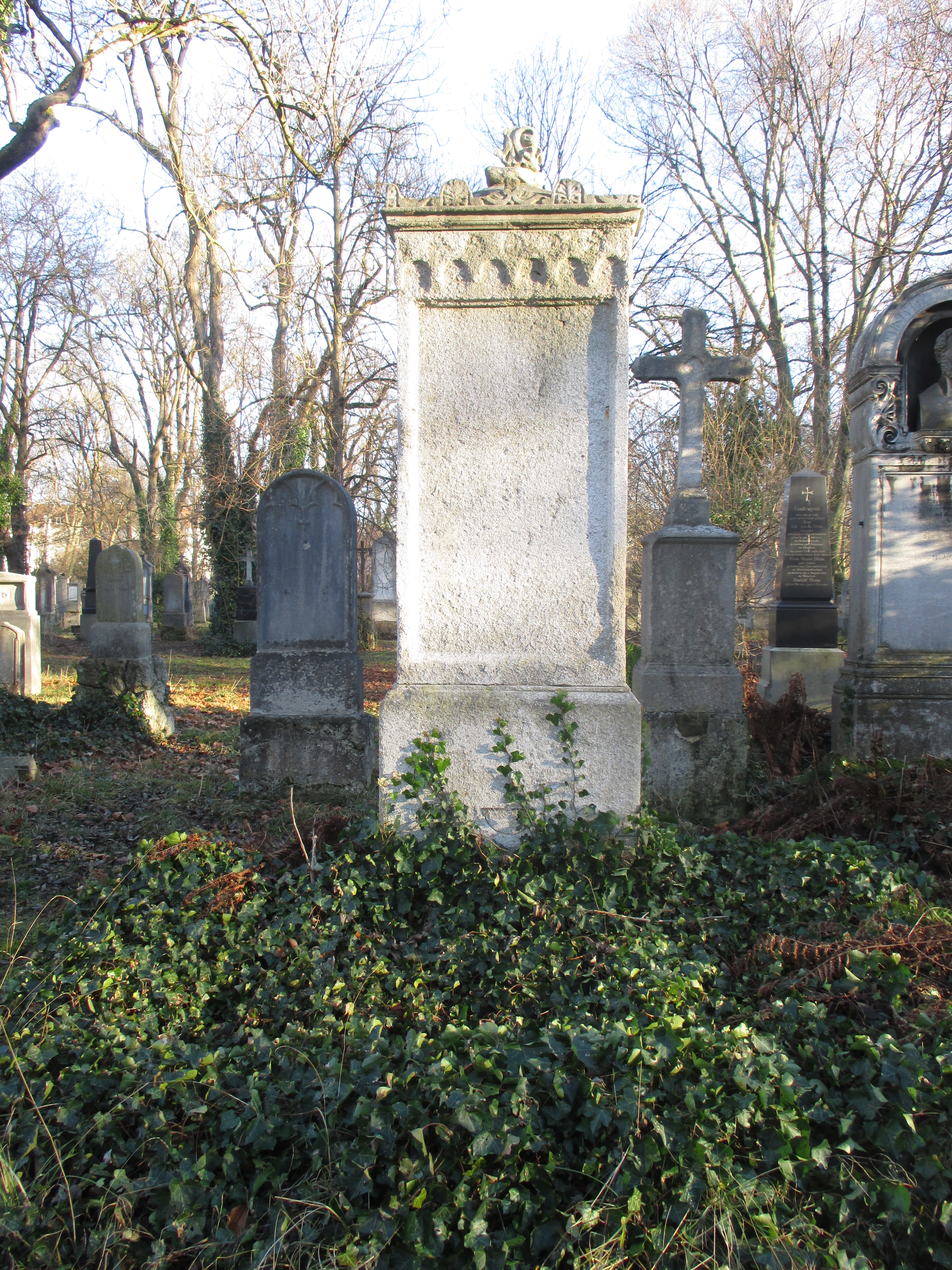
Grab von Daniel Ohlmüller auf dem Alten Südlichen Friedhof in München

Die Grabstätte von Daniel Ohlmüller befindet sich auf dem Alten Südlichen Friedhof in München (Gräberfeld 18 – Reihe 14 – Platz 22) Standort.
1849 wurden seine Gebeine in die Mariahilfkirche umgebettet. Hier liegt er am Hauptportal unter dem Turm bestattet.

## Namensgeber für Straße
Nach Daniel Ohlmüller wurde 1874 in München im Stadtteil Untere Au (Stadtbezirk 5 – Au-Haidhausen) die Ohlmüllerstraße benannt Standort. Auch in Ohlmüllers Geburtsstadt Bamberg gibt es eine Ohlmüllerstraße.

## Ehrung
Ohlmüllers Büste wurde in der Ruhmeshalle in München aufgestellt.

## Bauten

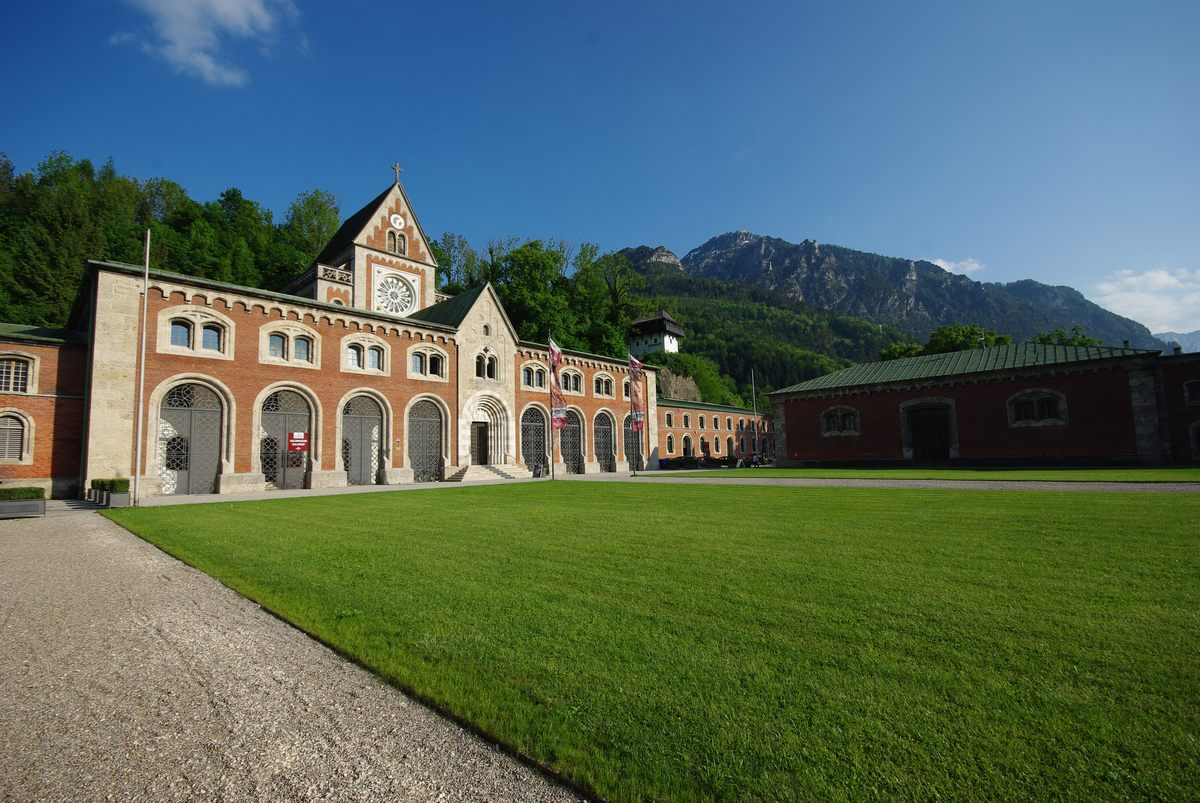
Alte Saline mit Brunnhauskapelle in Bad Reichenhall

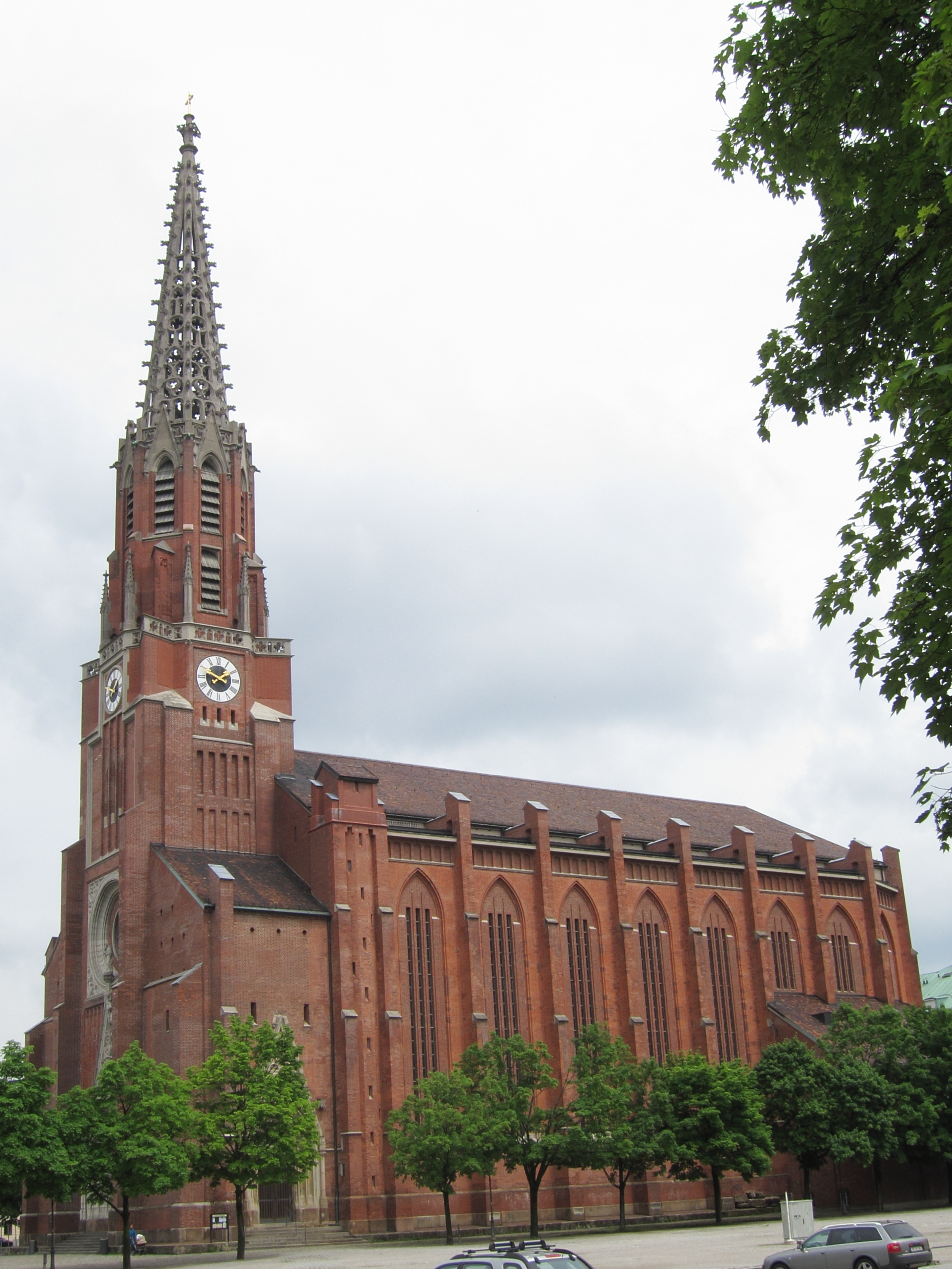
Mariahilfkirche in München-Au

- 1831–1834: Evangelische Pfarrkirche in Rinnthal
- 1831–1839: Mariahilfkirche in München (nach seinem Tod durch den Architekten Georg Friedrich Ziebland fertiggestellt)
- 1832–1834: Schul- und Benefiziatenhaus in Oberwittelsbach
- 1833: Theresienkirche in Hallbergmoos
- 1834/35: Gruftkapelle der Grafen Basselet von La Rosée in Inkofen, Gemeinde Haag an der Amper
- 1834: Nationaldenkmal der Wittelsbacher in Oberwittelsbach
- 1836: König-Otto-Kapelle in Kiefersfelden
- 1837–1839: Renovierung und Ausstattung des Schlosses Hohenschwangau
- 1840–1851: Alte Saline in Bad Reichenhall (gemeinsam mit Friedrich von Schenk, Ohlmüller war vermutlich vorwiegend oder ausschließlich für den Entwurf der Brunnhauskapelle zuständig)
- um 1854 ausgeführt: Byzantinische Kapelle im Schloss Possenhofen